# Ardent Worship
Ardent Worship — перший концертний альбом християнського рок-гурту Skillet, що вийшов 29 вересня 2000 року.

## Про альбом
Диск вийшов на Ardent Records через 7 місяців після релізу Invincible. Концертний альбом, що містить 4 нових пісень Skillet і 4 каверів на інших артистів та 2 пісні з попередніх альбомів. Записаний в стилі богошанування (worship music). Зайняв # 10 в US Top Heatseekers[джерело?].
Це альбом поклоніння, що складається з концертних та студійних записів шести пісень, написаних Skillet, та чотирьох пісень, виконаних іншими виконавцями.
Це єдиний альбом Skillet без музичних кліпів та перший альбом із Лорі Пітерс на барабанах, яка замінила Трея МакКларкіна. Дві пісні взяті з попередніх альбомів «Safe with You» з їхнього однойменного альбому Skillet та «Angels Fall Down» — прихований трек на Invincible.
Треки на інших виконавців:
1.Stuart Townend — How Deep the Father's Love for Us
2.Darlene Zschech — Shout to the Lord
3.John Barnett — Jesus Jesus (Holy and Anointed One)
4.Brian Doerksen - Your Name is Holy

## Список композицій
| #     | Назва                                               | Тривалість |
| ----- | --------------------------------------------------- | ---------- |
| 1.    | «Who Is Like Our God (Live)»                        | 5:15       |
| 2.    | «Your Name is Holy (Cover Live)»                    | 5:05       |
| 3.    | «How Deep the Father's Love for Us (Cover Live)»    | 4:08       |
| 4.    | «Jesus, Jesus (Holy and Anointed One) (Cover Live)» | 4:14       |
| 5.    | «We're Thirsty (Live)»                              | 3:03       |
| 6.    | «Jesus Be Glorified (Live)»                         | 4:38       |
| 7.    | «Sing to the Lord (Live)»                           | 6:13       |
| 8.    | «Angels Fall Down (Live)»                           | 7:28       |
| 9.    | «Safe with You (Live)»                              | 4:53       |
| 10.   | «Shout to the Lord (Cover Live)»                    | 6:30       |
| 51:33 |                                                     |            |

## Учасники записи
- Джон Купер (John L. Cooper) — вокал, бас-гітара
- Корі Купер(Korey Cooper) — клавішні, бек-вокал
- Кевін Халанд (Kevin Haaland) — електрогітара
- Лорі Пітерс (Lori Peters) — ударні
- Кен Стеортс (Ken Steorts) — електрогітара (в «Safe With You» і «Shout to the Lord»)
- Трей МакКларкін (Trey McClurkin) — ударні (в «Safe With You» і «Shout to the Lord»)

## Чарти
| Чарт (2000)                | Найвища позиція |
| -------------------------- | --------------- |
| Billboard Christian Albums | 33              |